# Adam Ounas
Adam Ounas  (en árabe: آدم أوناس) (Chambray-lès-Tours, Indre y Loira, Francia, 11 de noviembre de 1996) es un futbolista argelino que juega de delantero en el Al-Sadd S. C. de la Liga de fútbol de Catar.

## Trayectoria

### F. C. Girondins de Burdeos
Formado en la cantera del Girondins de Burdeos, el joven centrocampista ha encandilado a su país con sus actuaciones en la Ligue 1 en la temporada 2015-16, disputando 30 encuentros y anotando 6 goles.

### S. S. C. Napoli
El 4 de julio de 2017 el Napoli italiano se hizo cargo de su fichaje desembolsando 10 millones de euros con un contrato hasta 2022.
Debutó en Serie A el 17 de septiembre siguiente, en el derby campano contra el Benevento. Ounas logró un penal a favor, el cual fue marcado por Dries Mertens; el resultado terminó con un contundente 6 a 0 favorable al equipo napolitano. El 17 de octubre se produjo su debut en la Champions League ante el Manchester City, cuando sustituyó a Marek Hamšík en el minuto 73.

#### Cesiones
El 30 de agosto de 2019 el O. G. C. Niza anunció su incorporación como cedido por una temporada con opción de compra.
El 5 de octubre de 2020 fue cedido al Cagliari Calcio con opción de compra, volviendo así a jugar en la Serie A italiana. A mitad de temporada el préstamo se canceló y se marchó al F. C. Crotone.

#### Vuelta al Napoli
Al regresar al Napoli  a principios de julio de 2021, el club decidió que se quedara. El nuevo entrenador de los azzurri, Luciano Spalletti, le dio una buena cantidad de minutos, dejándole entrar a menudo en el juego tanto en la liga como en la Liga Europea. El 4 de noviembre de 2021 encontró su primer gol de la temporada en el partido de la Liga Europea de local contra el Legia de Varsovia, contribuyendo a la victoria final por 1-4. Al final de la temporada totalizó 21 presencias y 2 tantos.

### Lille O. S. C.
En la temporada 2022-23 jugó dos últimos partidos en la Serie A italiana, antes de fichar por el Lille O. S. C. de la Ligue 1 francesa. Estuvo un par de campañas en las que participó en 44 encuentros, aunque en el tramo final de la última fue enviado al equipo reserva.
En noviembre de 2024, tras haber iniciado la temporada sin equipo, se unió al Al-Sadd S. C.

## Selección nacional
Nacido en Francia de padres argelinos, es elegible para representar a ambos países a nivel internacional. Tras jugar inicialmente con la selección sub-20 de Francia, optó por cambiar su lealtad a Argelia en octubre de 2016. Poco después del cambio, fue convocado por primera vez con la selección nacional de Argelia para un partido de clasificación para el Mundial de 2018 contra Nigeria.
Debutó con la selección absoluta de Argelia en la derrota por 1-0 en la fase de clasificación para la Copa Mundial de la FIFA 2018 ante Zambia el 5 de septiembre de 2017.
Inauguró su palmarés goleador con Argelia el 1 de julio de 2019 al marcar dos goles contra Tanzania en la victoria por 3-0 en la Copa Africana de Naciones.

## Estadísticas

### Clubes
Actualizado al último partido disputado el 25 de febrero de 2024.
| Club                                  | Div.          | Temporada     | Liga  | Liga  | Copas nacionales | Copas nacionales | Copas internacionales | Copas internacionales | Total | Total |
| Club                                  | Div.          | Temporada     | Part. | Goles | Part.            | Goles            | Part.                 | Goles                 | Part. | Goles |
| ------------------------------------- | ------------- | ------------- | ----- | ----- | ---------------- | ---------------- | --------------------- | --------------------- | ----- | ----- |
| F. C. Girondins de Burdeos II Francia | 4.ª           | 2013-14       | 1     | 0     | ―                | ―                | ―                     | ―                     | 1     | 0     |
| F. C. Girondins de Burdeos II Francia | 4.ª           | 2014-15       | 14    | 3     | ―                | ―                | ―                     | ―                     | 14    | 3     |
| F. C. Girondins de Burdeos II Francia | 4.ª           | 2015-16       | 6     | 0     | ―                | ―                | ―                     | ―                     | 6     | 0     |
| F. C. Girondins de Burdeos II Francia | Total club    | Total club    | 21    | 3     | 0                | 0                | 0                     | 0                     | 21    | 3     |
| F. C. Girondins de Burdeos Francia    | 1.ª           | 2015-16       | 23    | 5     | 5                | 1                | 2                     | 0                     | 30    | 6     |
| F. C. Girondins de Burdeos Francia    | 1.ª           | 2016-17       | 26    | 3     | 4                | 1                | ―                     | ―                     | 30    | 4     |
| F. C. Girondins de Burdeos Francia    | Total club    | Total club    | 49    | 8     | 9                | 2                | 2                     | 0                     | 60    | 10    |
| S. S. C. Napoli · Italia              | 1.ª           | 2017-18       | 7     | 0     | 2                | 0                | 4                     | 1                     | 13    | 1     |
| S. S. C. Napoli · Italia              | 1.ª           | 2018-19       | 18    | 3     | 2                | 0                | 6                     | 1                     | 26    | 4     |
| O. G. C. Niza Francia                 | 1.ª           | 2019-20       | 16    | 2     | 3                | 2                | ―                     | ―                     | 19    | 4     |
| O. G. C. Niza Francia                 | Total club    | Total club    | 16    | 2     | 3                | 2                | 0                     | 0                     | 19    | 4     |
| Cagliari Calcio · Italia              | 1.ª           | 2020-21       | 7     | 0     | 3                | 0                | ―                     | ―                     | 10    | 0     |
| Cagliari Calcio · Italia              | Total club    | Total club    | 7     | 0     | 3                | 0                | 0                     | 0                     | 10    | 0     |
| F. C. Crotone · Italia                | 1.ª           | 2020-21       | 15    | 4     | 0                | 0                | ―                     | ―                     | 15    | 4     |
| F. C. Crotone · Italia                | Total club    | Total club    | 15    | 4     | 0                | 0                | 0                     | 0                     | 15    | 4     |
| S. S. C. Napoli · Italia              | 1.ª           | 2021-22       | 15    | 0     | 0                | 0                | 6                     | 2                     | 21    | 2     |
| S. S. C. Napoli · Italia              | 1.ª           | 2022-23       | 2     | 0     | 0                | 0                | 0                     | 0                     | 2     | 0     |
| S. S. C. Napoli · Italia              | Total club    | Total club    | 42    | 5     | 4                | 0                | 16                    | 4                     | 62    | 9     |
| Lille O. S. C. Francia                | 1.ª           | 2022-23       | 21    | 1     | 1                | 0                | ―                     | ―                     | 22    | 1     |
| Lille O. S. C. Francia                | 1.ª           | 2023-24       | 14    | 1     | 1                | 0                | 4                     | 0                     | 19    | 1     |
| Lille O. S. C. Francia                | Total club    | Total club    | 35    | 2     | 2                | 0                | 4                     | 0                     | 41    | 2     |
| Total carrera                         | Total carrera | Total carrera | 185   | 22    | 21               | 4                | 22                    | 4                     | 228   | 30    |

## Palmarés

### Campeonatos internacionales
| Título                  | Club (*)             | Sede   | Año  |
| ----------------------- | -------------------- | ------ | ---- |
| Copa África de Naciones | Selección de Argelia | Egipto | 2019 |

(*) Incluyendo la selección.